# Schiebekoppel

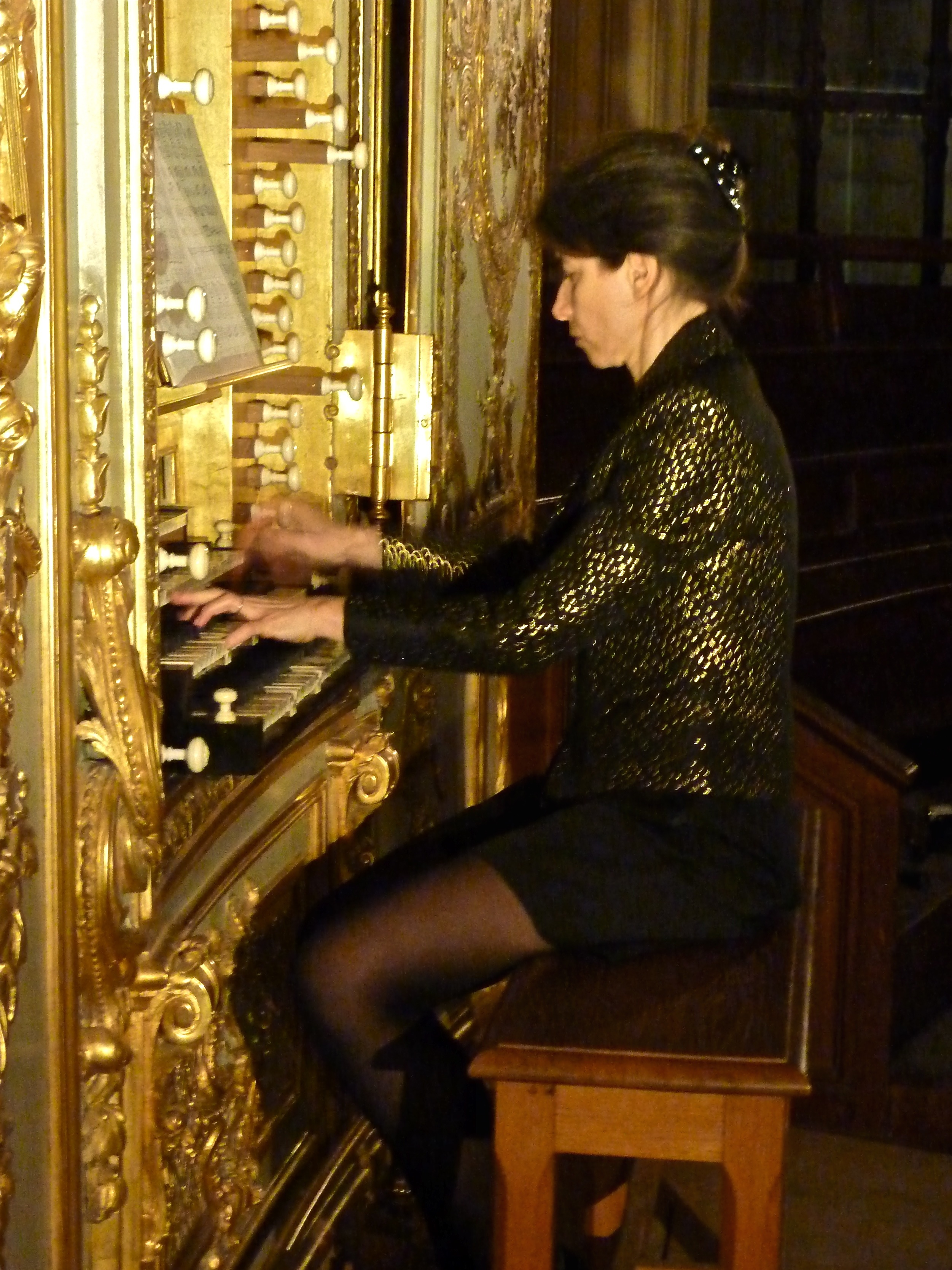
Marina Tchebourkina an der Orgel der Schlosskapelle von Versailles. Deutlich sieht man die hellen Betätigungsknöpfe auf den Tastaturwangen des unteren Manuals und die mitgedrückten Tasten.

Schematische Animation der Funktionsweise einer Schiebekoppel mit Klötzchenverbindung

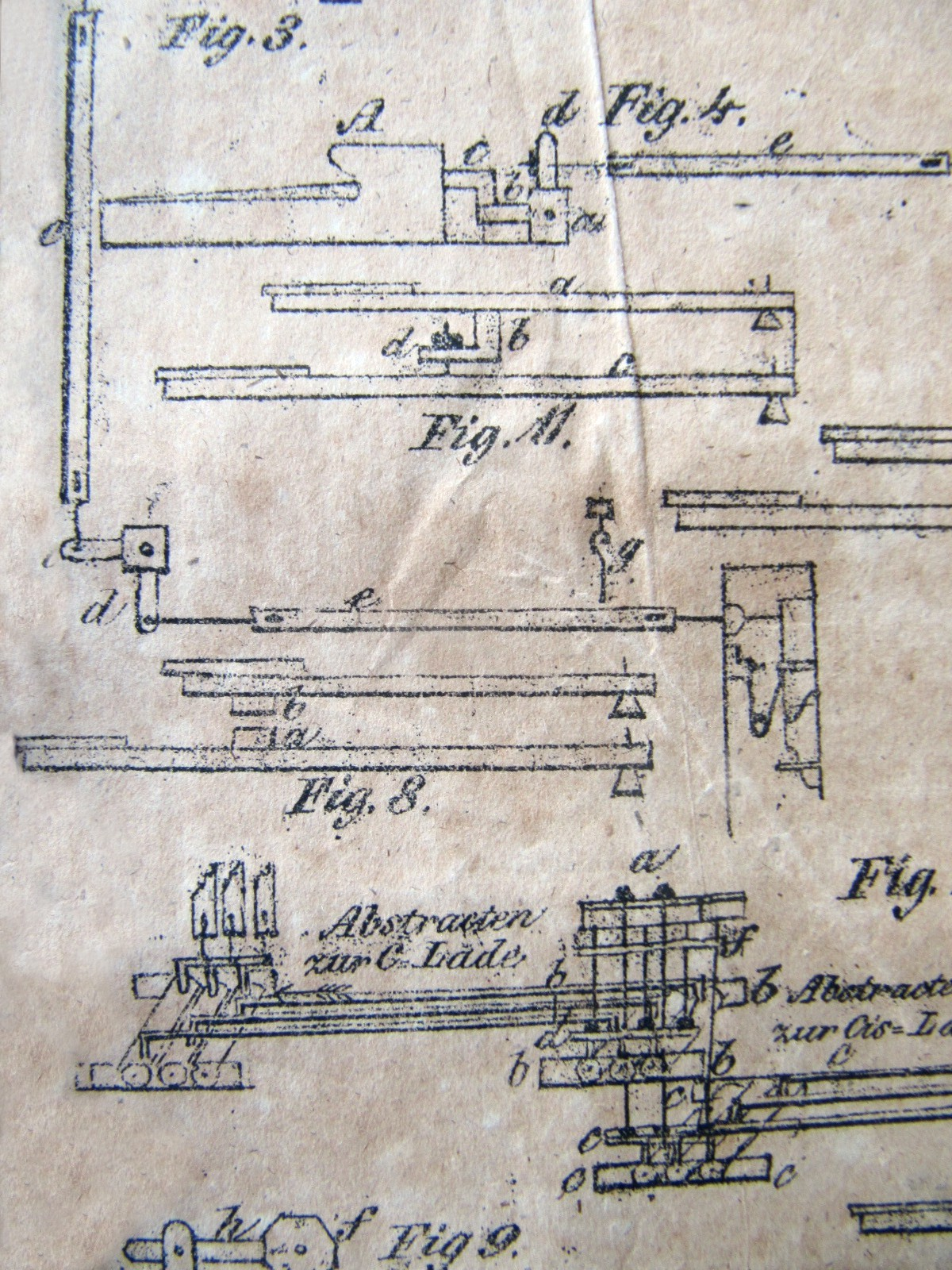
Fig. 11 zeigt den schematischen Aufbau einer Hakenkoppel, Fig. 8 die Klötzchenkoppel.

Eine Schiebekoppel ist eine massearme, historische Koppelvorrichtung von übereinanderliegenden Manualklaviaturen im historischen Cembalo- und Orgelbau.

## Geschichte
Mit Erfindung der Mehrmanualigkeit bei Tasteninstrumenten war es nötig geworden, eine Vorrichtung zu bauen, die die jeweilig übereinander liegenden Tasten der Klaviaturen verbindet, um gleichartige Tasten gemeinsam auf einem Manual spielen zu können. Dafür wurde die so genannte Schiebekoppel erfunden. Sie war im Tasteninstrumentenbau weit verbreitet. Bei dieser Bauart wird eine Klaviatur je nach Bauart einige Zentimeter zum Spieler hin gezogen bzw. vom Spieler weggeschoben, um die Kopplung herbeizuführen.

## Bauformen
Die Schiebekoppel gibt es in zwei unterschiedlichen Bauformen:

### Hakenkoppel
Bei der Hakenkoppel (auch Winkelhakenkoppel) greifen L-förmig gebogene Stifte auf der Unterseite der oberen Klaviatur in Metallösen, welche auf der Oberseite der unteren Klaviatur angebracht sind. Bei Kopplung ziehen die einarmigen oder zweiarmigen Tasten des unteren Manuals die oberen Tasten mit.

### Klötzchenkoppel
Bei der Klötzchenkoppel kommen bei der Kopplung von einarmigen Tasten Klötzchen an der Oberseite der unteren Klaviatur über die Klötzchen der Unterseite der oberen Klaviatur zu liegen. Damit werden die unteren Tasten von den oberen mitgedrückt.
Als Variante kommen bei zweiarmigen Tasten die Klötzchen an der Oberseite der unteren Klaviatur jenseits des Waagbalkens über die Klötzchen der Unterseite der oberen Klaviatur zu liegen. Die Tasten der oberen Klaviatur werden beim Spielen am unteren Manual über die Klötzchen mitbetätigt.

## Nachteile
- Ein Koppeln oder Entkoppeln ist nur in (kurzen) Spielpausen möglich. Je nach Schwergängigkeit werden beide Hände zur Betätigung benötigt.
- Bei Betätigen während des Spiels kann sich das System verhaken.
- Die gekoppelten Tasten werden bei der Orgel bei dem Gebrauch der Pedalkoppel meist zwingend mitgezogen.

Daher wurde als Weiterentwicklung erst die Gabelkoppel und später die Widderkoppel gebaut, die ohne Verschiebsysteme auskommen und daher im Allgemeinen einhändig über einen Registerzug betätigt werden. Heute kommen im modernen Orgelbau bei rein mechanischen Trakturen ausschließlich Wippenkoppeln zum Einsatz. Diese Koppeln können während des Spiels uneingeschränkt betätigt werden. Nur bei historisierenden Nachbauten von Instrumenten werden heute wieder Schiebekoppeln gebaut.

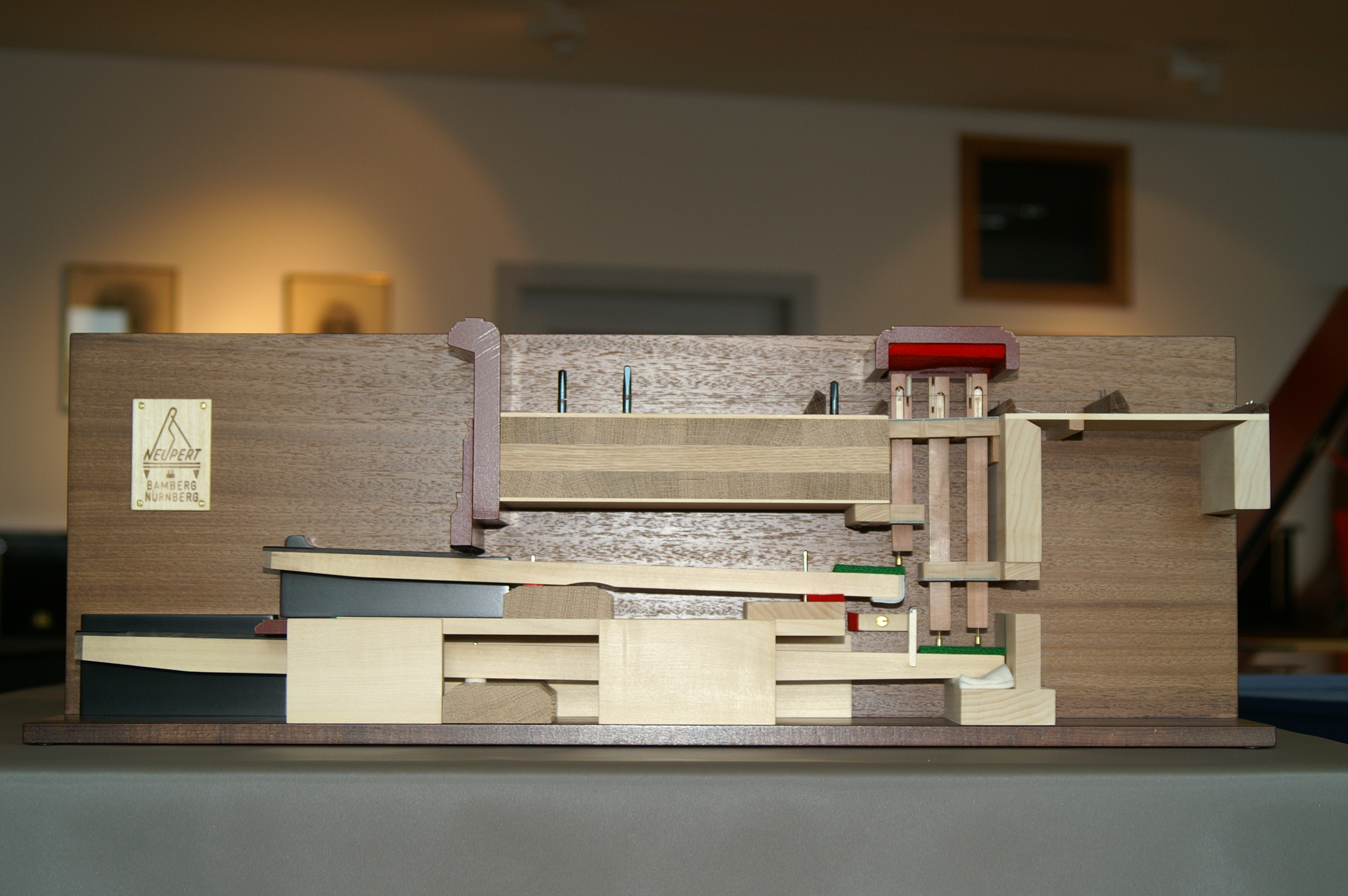
Modell eines zweimanualigen Cembalos mit Schiebekoppel (ungekoppelter Zustand)
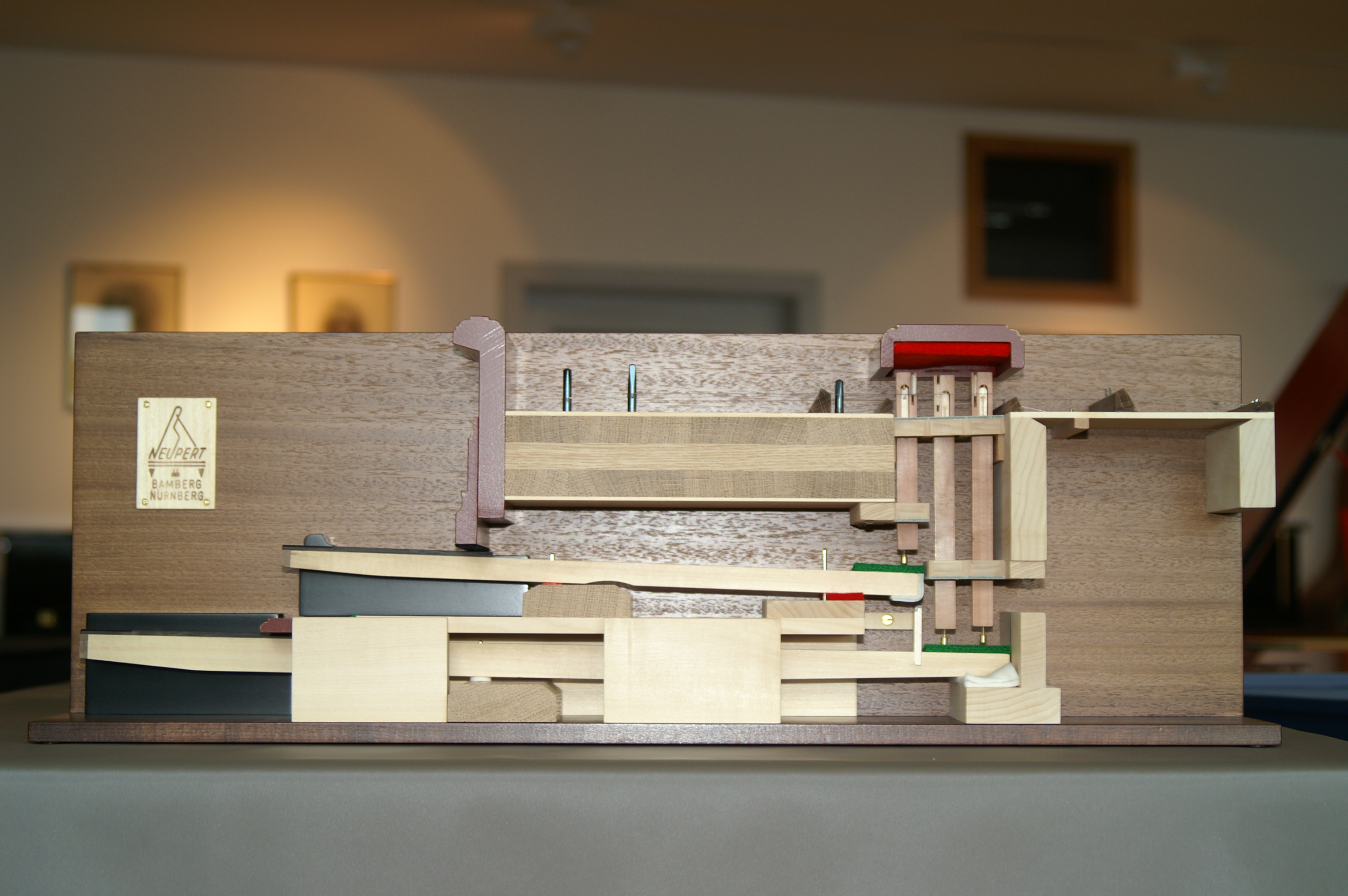
Modell eines zweimanualigen Cembalos mit Schiebekoppel (gekoppelter Zustand)